# Mediolanum Santonum
Mediolanum Santonum est le nom de la ville fondée par les Romains qui devint par la suite Saintes.

## Histoire

### Avant l'arrivée des Romains
Au Ier siècle av. J.-C., la région de Saintes était habitée par les Santons, un peuple gaulois qui a donné son nom à la Saintonge et à la ville de Saintes.

### Mediolanum Santonum, capitale de la Gaule aquitaine
Ce sont les Romains qui fondèrent la ville sous le nom de Mediolanum Santonum (Ville au milieu de la plaine des Santons) dès le règne d'Auguste. Située à une des extrémités de la Via Agrippa, qui la reliait à Lugdunum (Lyon), la ville joua très tôt un rôle important puisqu'elle devint à la fin du Ier siècle av. J.-C. la capitale de la civitas santonum (la cité des Santons, subdivision administrative romaine) et de la province de Gaule aquitaine, la plus grande province romaine de Gaule.
Sous Tibère, des travaux d'urbanisme adoptèrent un plan hippodaméen à la voirie de la ville. Lors de son âge d'or, entre la fin du Ier siècle av. J.-C. et le début du IIe siècle, on estime que la ville comptait plus de 15 000 habitants et qu'elle s'étendait sur une centaine d'hectares.

### Déclin de la cité auxIIeetIIIesiècles
Outre la Via Agrippa vers Lyon, la ville gallo-romaine était reliée par des voies romaines à Bordeaux, à Poitiers et à Périgueux (via le chemin Boisné). Elle possédait également un port, le Portus Santonum, décrit par Ptolémée, aujourd'hui disparu ; ce port pourrait avoir été situé sur le site gallo-romain de Barzan, dont le nom pourrait avoir été Novioregum, ville également disparue et décrite dans l'Itinéraire d'Antonin.
La ville déclina cependant : elle perdit son rang de capitale de la Gaule aquitaine au profit, soit peut-être de Poitiers au IIe siècle, soit de Bordeaux au IIIe siècle.
Au IIIe siècle, la ville s'entoura d'un rempart et fut confiné dans une boucle de la Charente. Pour construire cette muraille, les habitants utilisèrent des matériaux provenant de l'ancien forum romain et des autres bâtiments antiques, dont l'amphithéâtre.
Les invasions barbares successives provoquèrent un recul drastique de la ville : la superficie enclose par l’enceinte du Bas-Empire n’était que de 18 ha.
Le déclin fut toutefois relatif, notamment au niveau de la vie intellectuelle : le poète bordelais Ausone possédait une villa près de la cité, où professait son ami l'orateur Axius Paulus.

### Christianisation de la ville auIIIesiècle
Selon la tradition, la première communauté chrétienne de la ville aurait été fondée par Eutrope qui aurait été martyrisé sous l'empereur Dèce, au milieu du IIIe siècle. Cependant, il semble plus vraisemblable que la christianisation de la cité aurait eu lieu aux IIIe et IVe siècles.

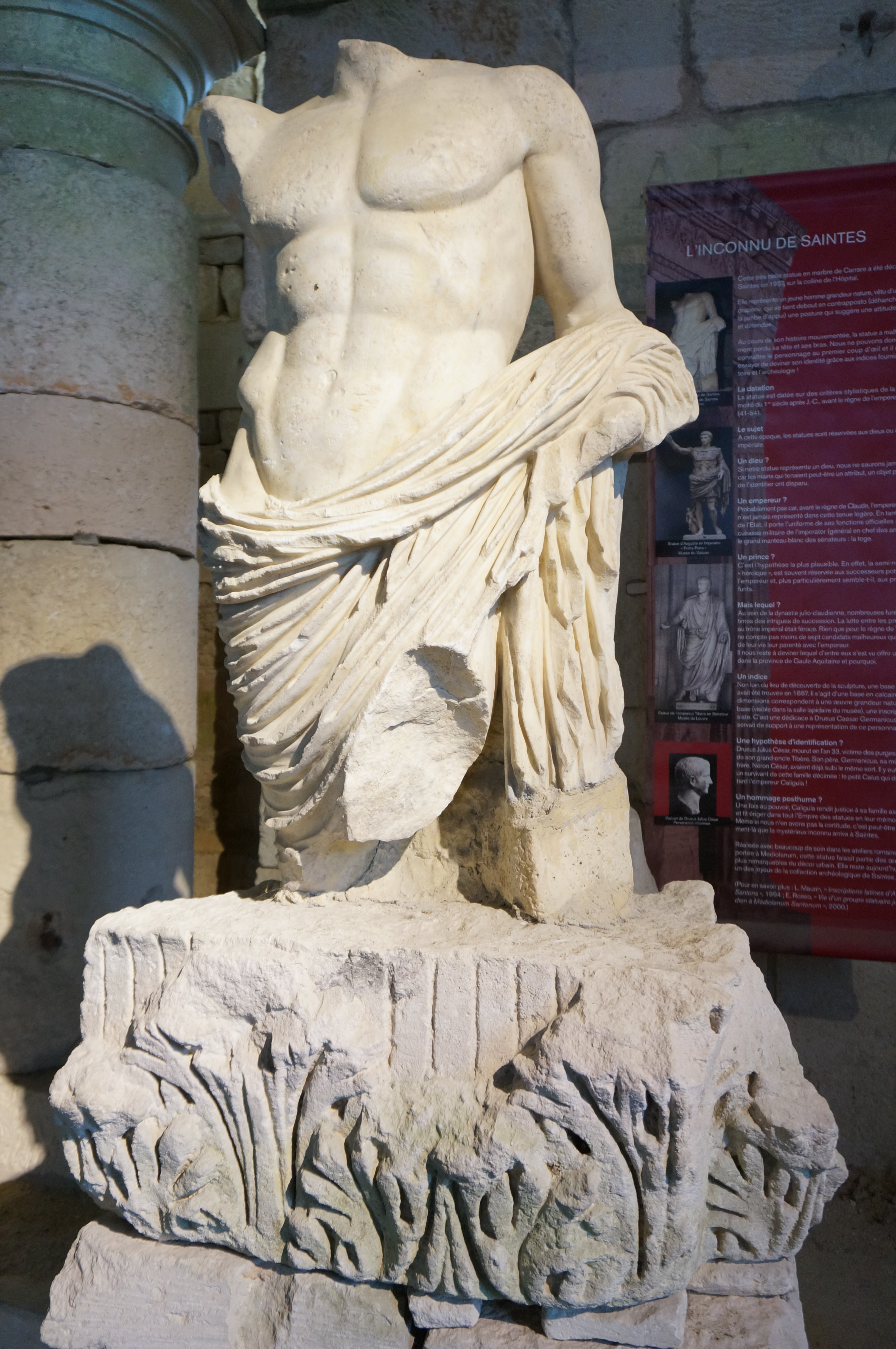
L'Inconnu de Saintes.
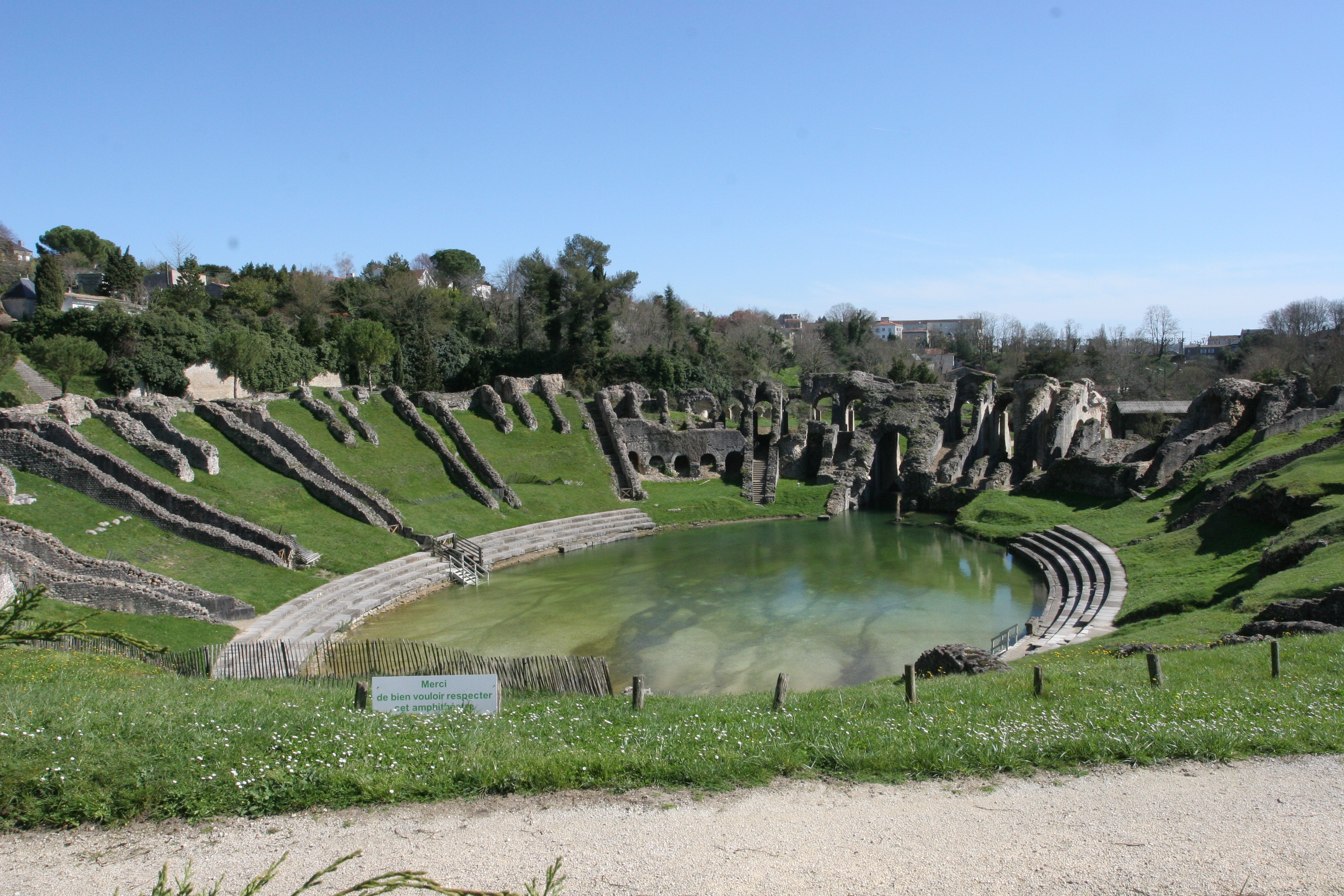
L'amphithéâtre.
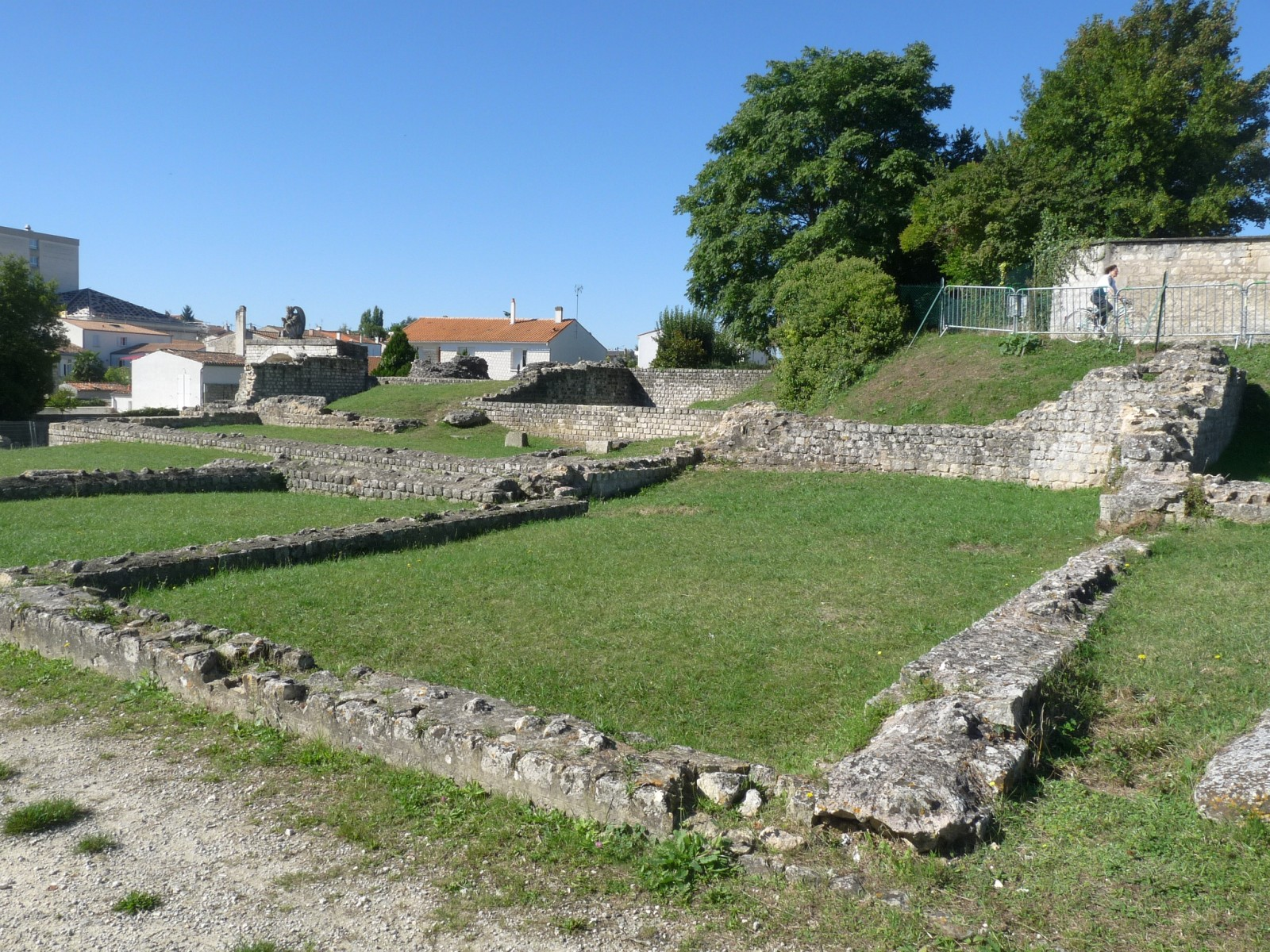
Les thermes de Saint-Saloine.

## Vestiges
La ville de Saintes a conservé plusieurs importants vestiges de la période antique :

### L'arc de Germanicus
Cet arc votif était dédié à l'empereur Tibère, à Drusus et à Germanicus,

### L'amphithéâtre
L'amphithéâtre a été construit sous le règne de Claude.

### Les thermes
Des thermes romains ne subsistent que des pans de mur, des niches de soutènement et des vestiges du caldarium.

### L'aqueduc
L'aqueduc de Saintes alimenta la ville en eau potable du Ier au IVe siècle. Il se composait de deux tronçons : les aqueducs du Douhet et de Fontcouverte qui étaient alimentés par les fontaines de Vénérand.

### Les collections gallo-romaines du musée archéologique
Ce musée conserve une collection de sculptures romaines :
- plusieurs déesses-mères,
- un relief qui pourrait représenter la Charente divinisée,
- des restes d'une statue acéphale en marbre de Carrare, L'Inconnu de Saintes,
- des fragments de colonnes, de chapiteaux, de mosaïques, de stèles funéraires, etc.

Sont conservées également des amphores vinaires et des vases de conception ou d'inspiration campanienne qui ont été retrouvés in situ.

### Autres vestiges
- Des soubassements du rempart du Bas-Empire,
- Le forum ou plutôt ses vestiges seraient situés près de l'actuel couvent de la Providence[8].
- Mur de soutènement gallo-romain

On a recensé un grand nombre d'ateliers de potiers, ainsi que des ateliers de verriers.